# Teresa Stadlober
Teresa Stadlober (Schladming, 1 de febrero de 1993) es una deportista austríaca que compite en esquí de fondo. Es hija de los esquiadores Roswitha Steiner y Alois Stadlober.
Participó en tres Juegos Olímpicos de Invierno, obteniendo una medalla de bronce en Pekín 2022, en la prueba de 15 km, el octavo lugar en Sochi 2014 (velocidad por equipo) y el séptimo en Pyeongchang 2018 (15 km).

## Palmarés internacional
| Juegos Olímpicos | Juegos Olímpicos | Juegos Olímpicos  | Juegos Olímpicos |
| Año              | Lugar            | Medalla           | Prueba           |
| ---------------- | ---------------- | ----------------- | ---------------- |
| 2022             | Pekín (China)    | Medalla de bronce | 15 km            |